# Сукт
Сукт (алб. Sukth) је насељено место у округу Драч на западу Албаније. Насеље дели река Ерзен.

## Познате личности
- , репер